# Прешак-Жосбег
Преша́к-Жосбе́г (фр. Préchacq-Josbaig) — коммуна во Франции, находится в регионе Аквитания. Департамент — Атлантические Пиренеи. Входит в состав кантона Олорон-Сент-Мари-1. Округ коммуны — Олорон-Сент-Мари.
Код INSEE коммуны — 64458.

## География

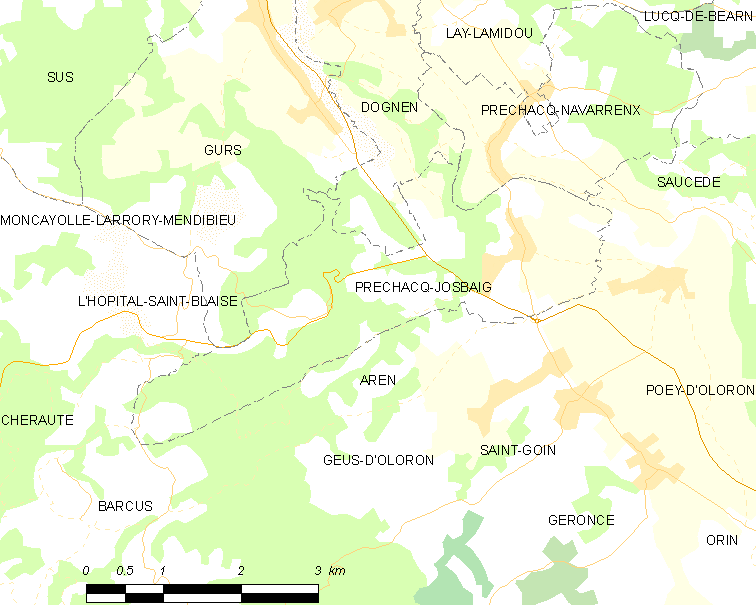
Карта коммуны

Коммуна расположена приблизительно в 670 км к югу от Парижа, в 175 км южнее Бордо, в 28 км к западу от По.
По территории коммуны протекают реки Гав-д’Олорон, Жоос и Лосет.

### Климат
Климат тёплый океанический. Зима мягкая, средняя температура января — от +5°С до +13°С, температуры ниже −10 °C бывают редко. Снег выпадает около 15 дней в году с ноября по апрель. Максимальная температура летом порядка 20-30 °C, выше 35 °C бывает очень редко. Количество осадков высокое, порядка 1100 мм в год. Характерна безветренная погода, сильные ветры очень редки.

## Население
Население коммуны на 2010 год составляло 286 человек.
| 1962 | 1968 | 1975 | 1982 | 1990 | 1999 | 2010 |
| ---- | ---- | ---- | ---- | ---- | ---- | ---- |
| 309  | 275  | 269  | 249  | 243  | 256  | 286  |

## Администрация
| Период | Период | Фамилия        | Партия | Примечания |
| ------ | ------ | -------------- | ------ | ---------- |
| 1995   | 2020   | Доминик Лаграв |        |            |

## Экономика
В 2010 году среди 150 человек трудоспособного возраста (15-64 лет) 110 были экономически активными, 40 — неактивными (показатель активности — 73,3 %, в 1999 году было 70,3 %). Из 110 активных жителей работали 104 человека (58 мужчин и 46 женщин), безработных было 6 (2 мужчин и 4 женщины). Среди 40 неактивных 5 человек были учениками или студентами, 28 — пенсионерами, 7 были неактивными по другим причинам.

## Фотогалерея

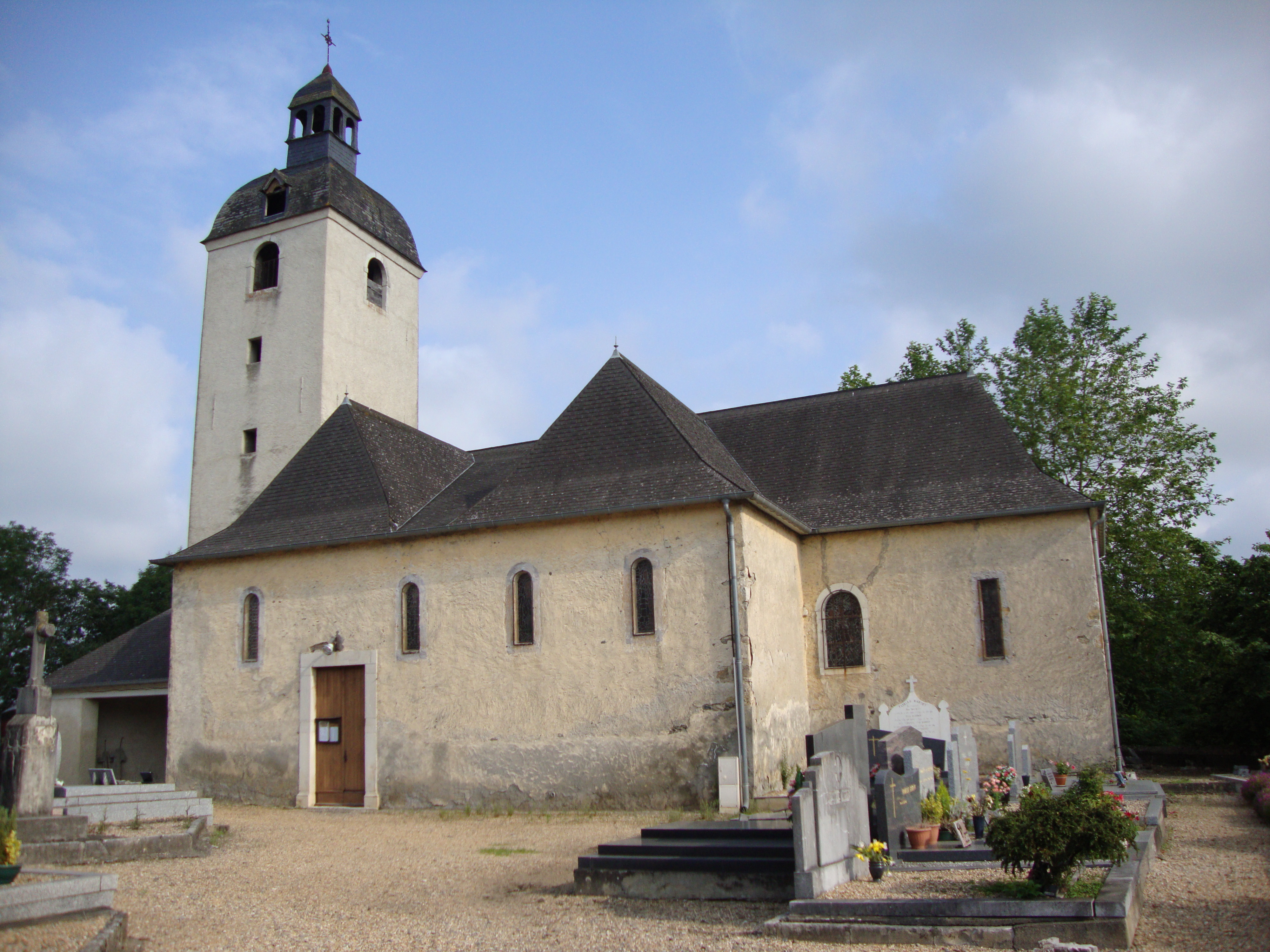
Церковь
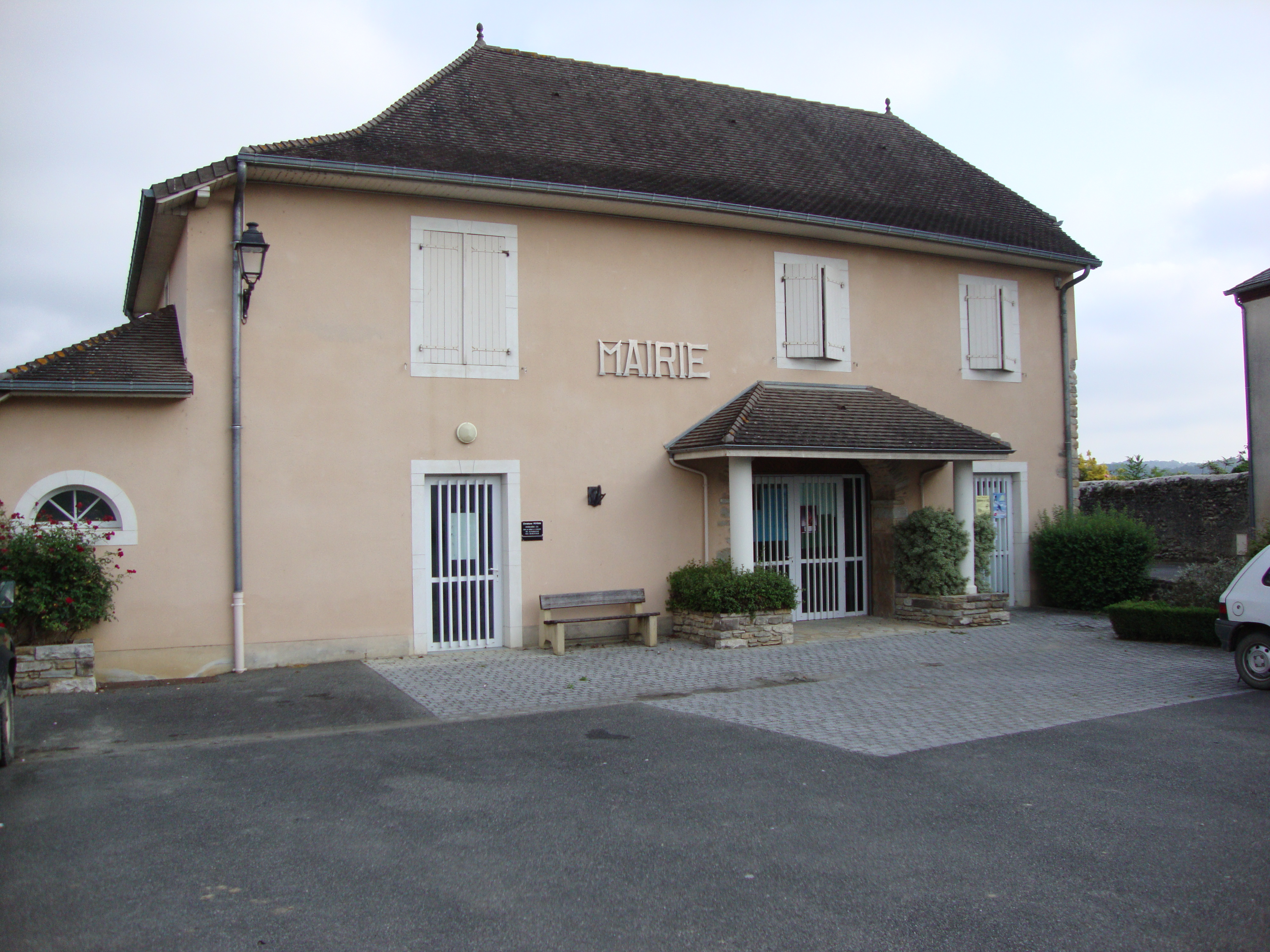
Мэрия
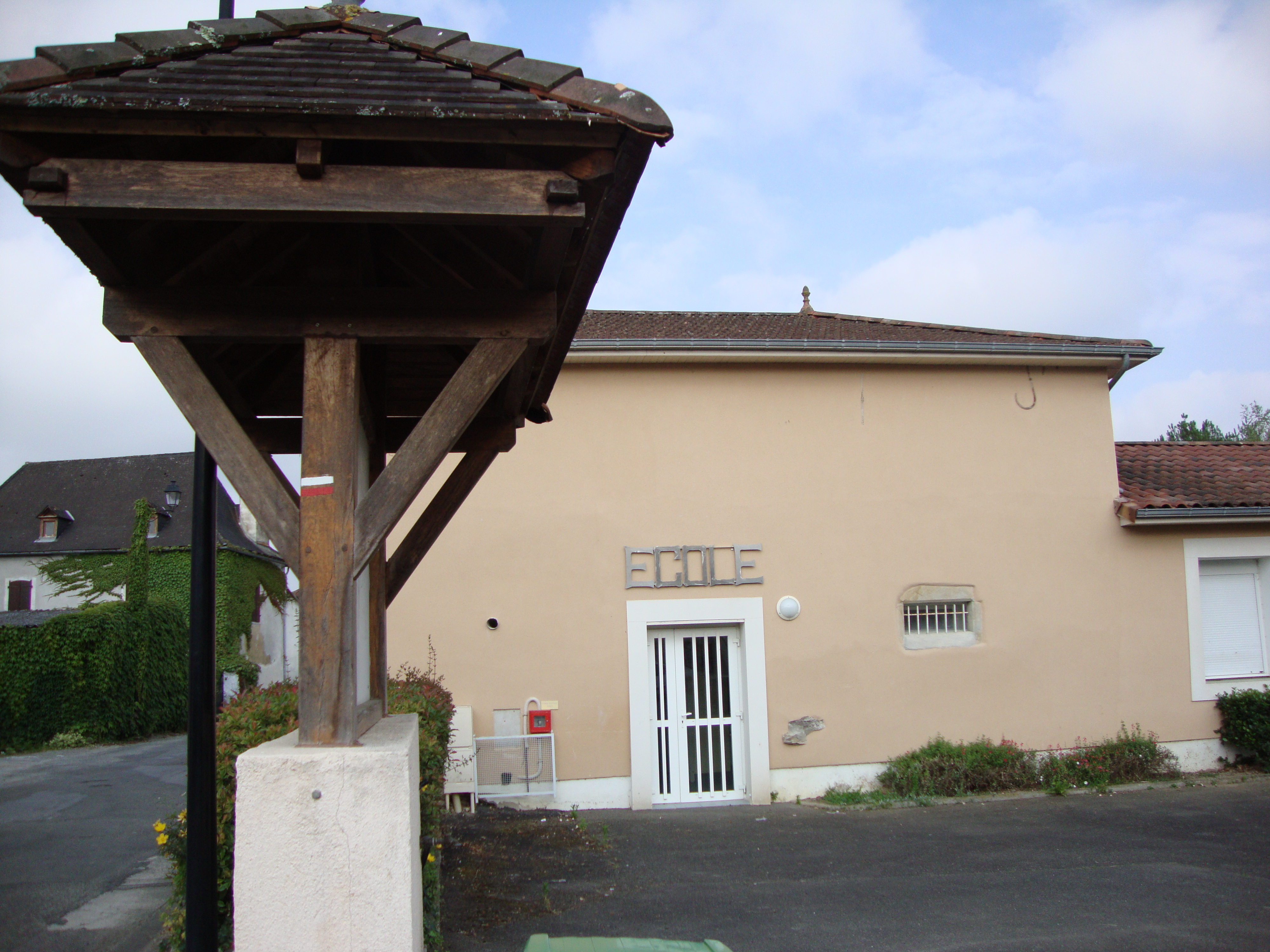
Школа
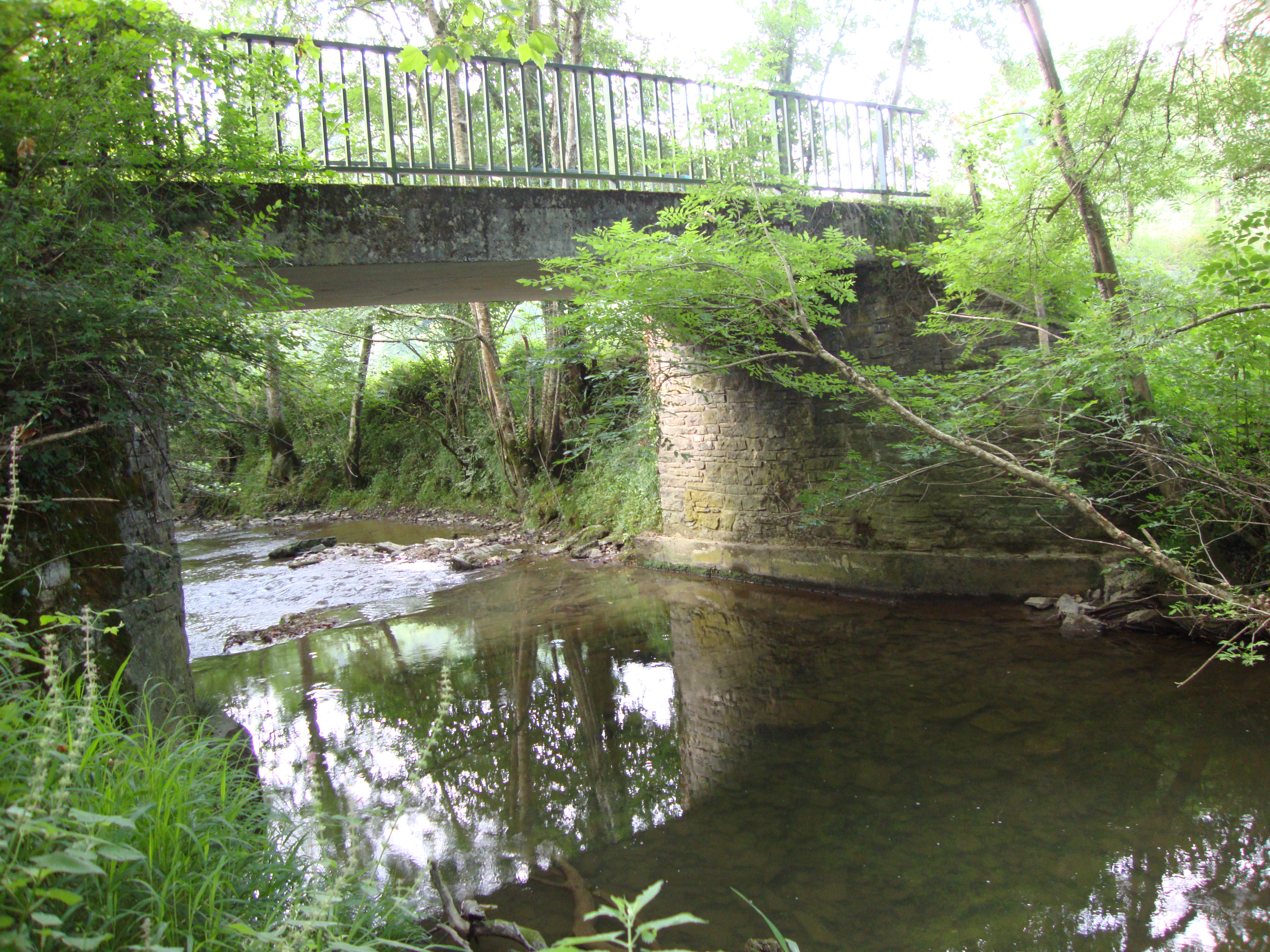
Мост через реку Лосет
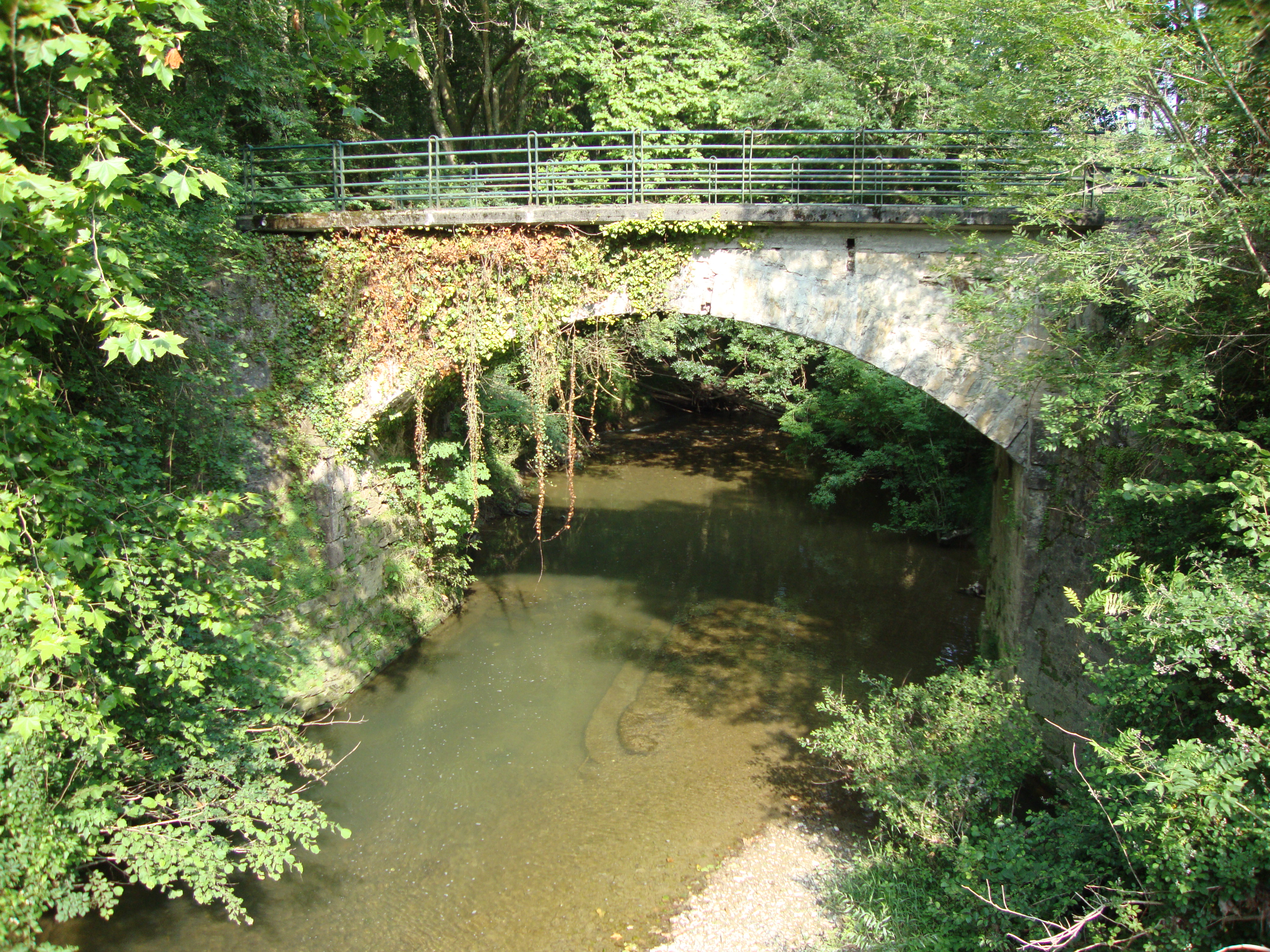
Мост через реку Лосет
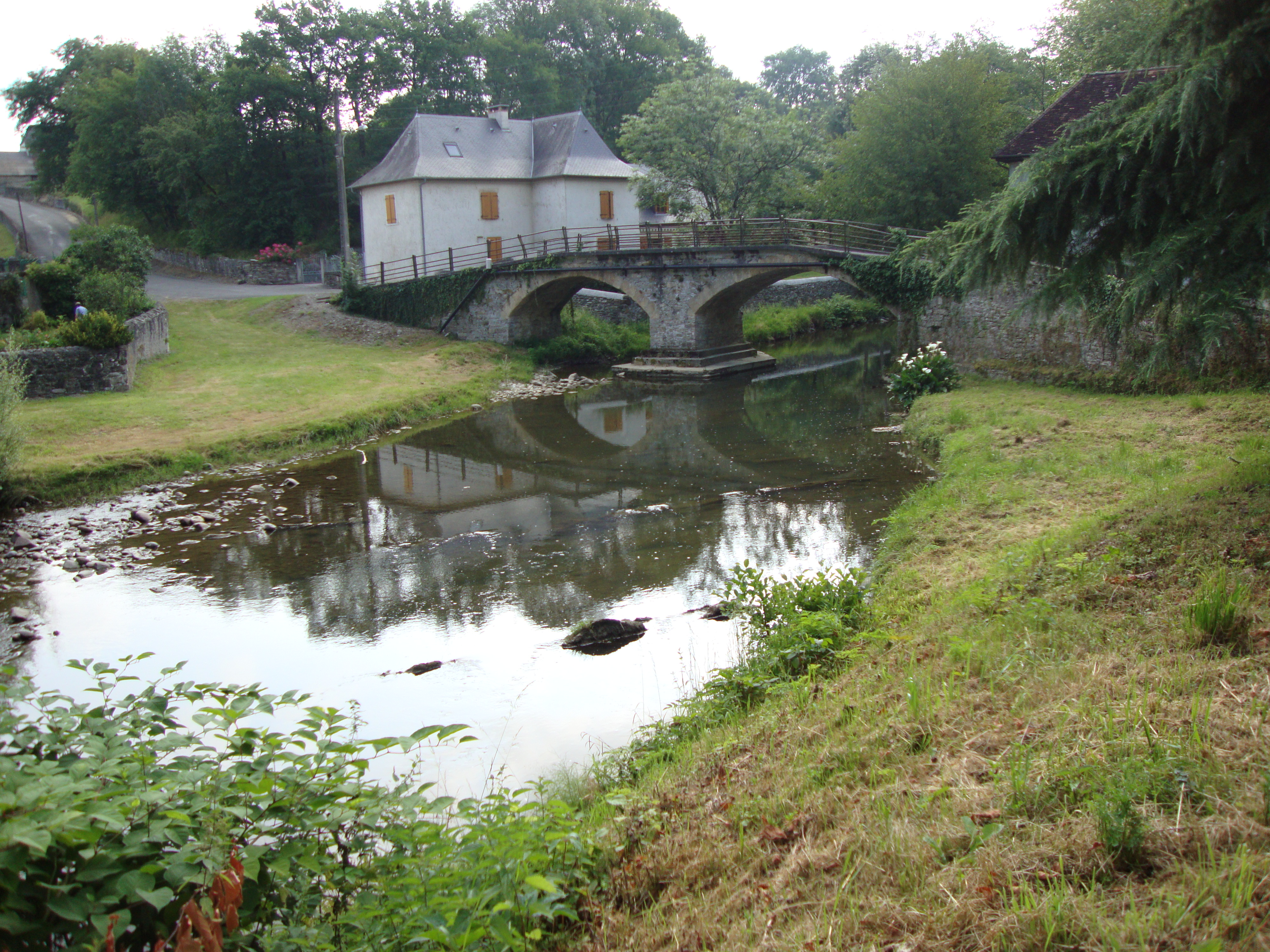
Мост через реку Жоос